# Анкерт, Торстен
Торстен Анкерт (нем. Torsten Ankert; 22 июня 1988, Эссен, Германия) — немецкий профессиональный хоккеист, защитник. Игрок сборной Германии по хоккею с шайбой.

## Биография
Родился в Эссене, в Германии. Выступал за команду из Кёльна в юношеском чемпионате Германии. В сезоне 2005/06 дебютировал в немецкой Бундеслиге за взрослую команду. Отыграл за
«Кёльнер Хайе» одиннадцать сезонов, дважды выступал в Лиге чемпионов. В регулярном сезоне и плей-офф бундеслиги за кёльнскую команду сыграл 594 матча, забросил 13 шайб и отдал 74 голевые передачи. С 2017 по 2018 год выступал за вольфсбургскую команду «Гриззлис». В 2018 году стал игроком команды «Крефельд Пингвин».
За юниорскую и молодёжную сборные Германии выступал на первенствах мира. В 2008 году в составе молодёжной сборной Германии завоевал путёвку в высший дивизион. В 2013 году дебютировал во взрослом чемпионате мира, сыграл 7 матчей.